# Ильмурзино
Ильмурзино (баш. Илмырҙа) — деревня в Кушнаренковском районе Республики Башкортостан Российской Федерации. Входит в состав Старокамышлинского сельсовета.

## География

### Географическое положение
Расстояние до:
- районного центра (Кушнаренково): 39 км,
- центра сельсовета (Старые Камышлы): 3 км,
- ближайшей ж/д станции (Уфа): 33 км.

## Население
| 2002 | 2009 | 2010 |
| ---- | ---- | ---- |
| 315  | ↗412 | ↘297 |

Национальный состав
Согласно переписи 2002 года, преобладающая национальность — башкиры (79 %).

## Религия
В деревне строится мечеть.